# Katedra św. Kanuta w Odense
Katedra św. Kanuta w Odense (duń. Sankt Knuds Kirke lub Odense Domkirke) – kościół położony w centrum Odense, przy ulicy Klosterbakken 2. Katedra w diecezji Fionii i kościół dekanalny w dekanacie Odense Sankt Knuds Provsti. Nosi wezwanie króla Danii, św. Kanuta, który został zamordowany 10 lipca 1086 w leżącym nieopodal drewnianym kościele św. Albana.
Historia kościoła obejmuje ok. 900 lat. Podlegał on w tym czasie różnym przebudowom i zmianom stylu architektonicznego, tak z zewnątrz jak i wewnątrz. Dziś jest uważany za jeden z najpiękniejszych przykładów architektury gotyckiej na terenie Danii.

## Historia

### Kościół romański
Niewiele wiadomo o początkach kościoła. Według źródeł, w tym kronik angielskiego mnicha Ælnotha z Canterbury, król Kanut IV 10 lipca 1086 został zamordowany wraz ze swym bratem Benedyktem i 17 towarzyszami  w pobliskim kościele św. Albana (Sankt Albani Kirke) po tym, jak znaleźli w nim schronienie przed zrewoltowanymi wieśniakami.
Na miejscu obecnej budowli stał romański kościół, który spłonął w pożarze w 1248. Resztki tego kościoła, wzniesionego z tufu wapiennego znaleziono pod obecnym budynkiem. Są one widoczne na terenie obecnej krypty. Jest to prawdopodobnie ten kościół, o którego założeniu w 1095 wspominał mnich Ælnoth. Nie wiadomo, kiedy kościół ten został ukończony.

### Kościół gotycki

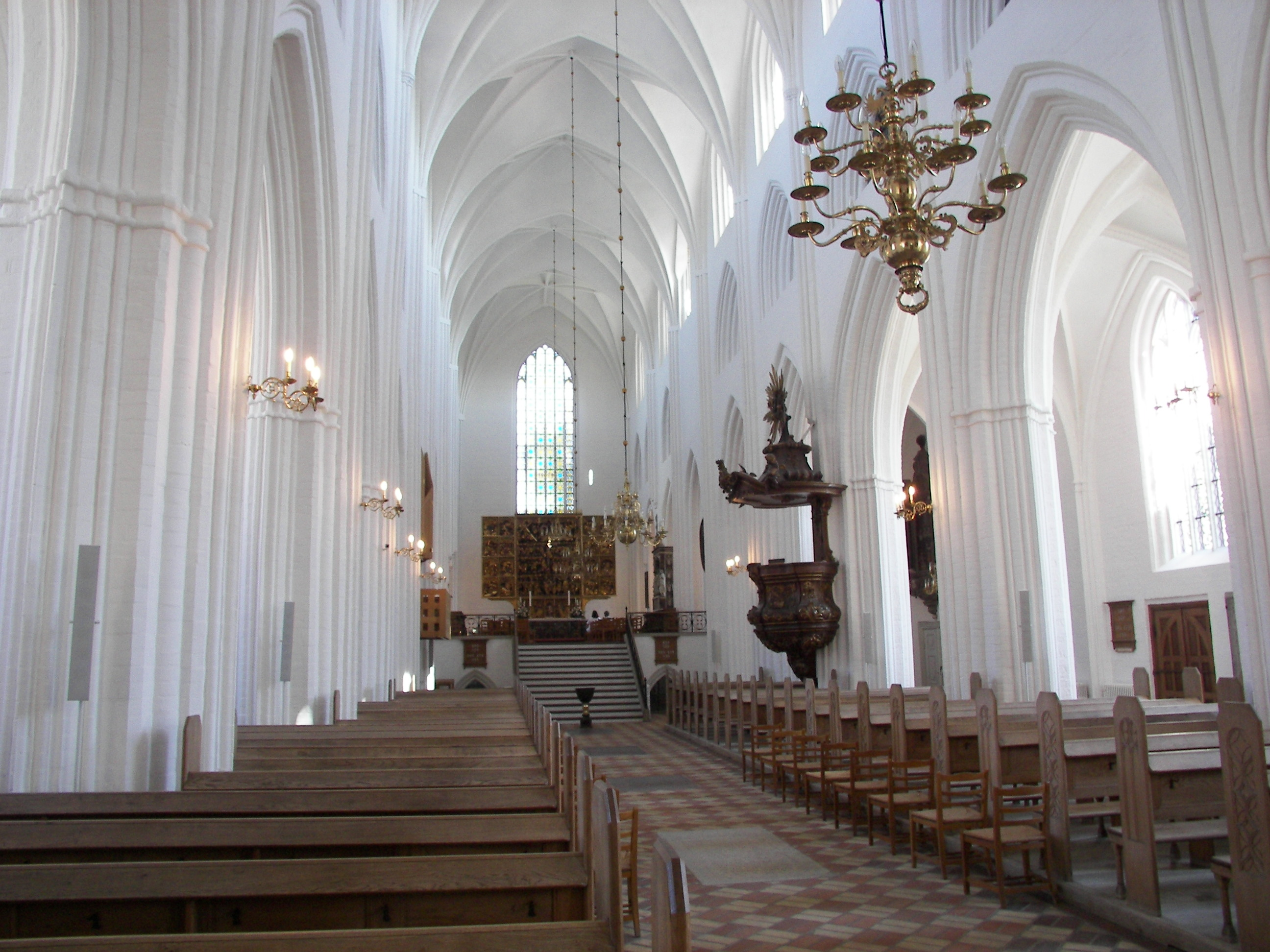
Wnętrze katedry.

Budowę obecnej katedry podjęto za rządów biskupa Gisico (1287-1300). Katedra została zbudowana w stylu gotyckim z czerwonej cegły, z typowymi dla architektury gotyku ostrymi łukami i sklepieniami. Wybrano cegłę ponieważ była ona tańsza i łatwiejsza w procesie budowania, niż tuf wapienny.
Budowa nowej świątyni zajęła około dwóch stuleci. Gotową świątynię konsekrowano 30 kwietnia 1499. Była to budowla na planie krzyża łacińskiego, bez wieży. Istniejącą nadal kryptę powiększono i umieszczono w niej relikwiarz św. Kanuta, żeby umożliwić przybywającym pielgrzymom oddawanie czci świętemu.

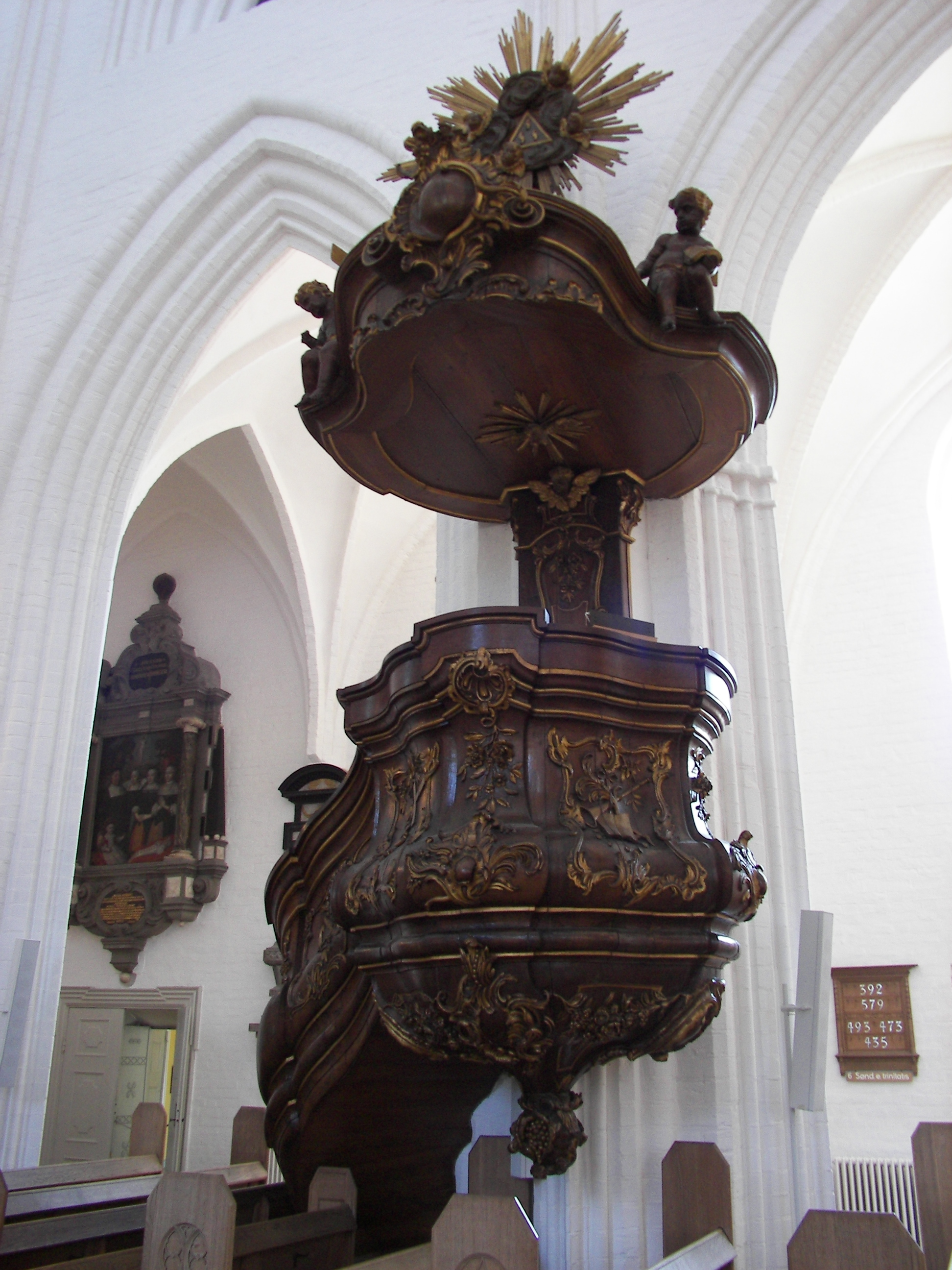
Ambona.

W katedrze jest pochowany w 1513 król Danii Jan Oldenburg (zm. 1513) oraz jego małżonka, Krystyna saska (duń. Christine af Sachsen; zm. 1521). Oboje byli pierwotnie pochowani w kościele klasztornym franciszkanów w Odense. Okazałą kaplicę grobową zbudował niemiecki rzeźbiarz Claus Berg z Lubeki. Po wyburzeniu kościoła w 1807 kaplicę i doczesne szczątki obojga małżonków przeniesiono do obecnej katedry, gdzie nadal się znajdują. Innym dziełem Berga, również przeniesionym z kościoła pofranciszkańskiego do katedry był imponujący ołtarz główny, powstały w latach 1515-1525, jeden z najcenniejszych tego typu zabytków na terenie Danii.
W grobowcu królewskim spoczywa także syn Jana i Krystyny, król Chrystian II Oldenburg i jego małżonka Izabela Habsburg.
W październiku 1536 król Chrystian III Oldenburski odgórnie wprowadził w Danii reformację, usunął dotychczasowych biskupów ze stanowisk i zajął dobra ziemskie Kościoła. Od tego momentu katedra stała się protestancka.
W 1586 zbudowano wieżę zachodnią. Wisi w niej obecnie pięć dzwonów.
W 1633 zbudowano kaplicę Valkendorfa, rozebraną w 1868 podczas gruntownej restauracji katedry.
W 1634 teolog i reformator Thomas Kingo został wybrany luterańskim biskupem Odense. Był on autorem wielu psalmów i hymnów kościelnych. Razem z Hansem Adolphem Brorsonem i Nikolaiem Grundtvigiem należy do największych psalmistów Danii.
W 1752 Amdie Worm zbudował w katedrze organy, w późniejszym czasie przebudowane.
Po restauracji katedry w latach 70. XIX w. ponownie otwarto zamkniętą od czasów reformacji kryptę z relikwiami św. Kanuta.

## Wyposażenie

### Ołtarz główny

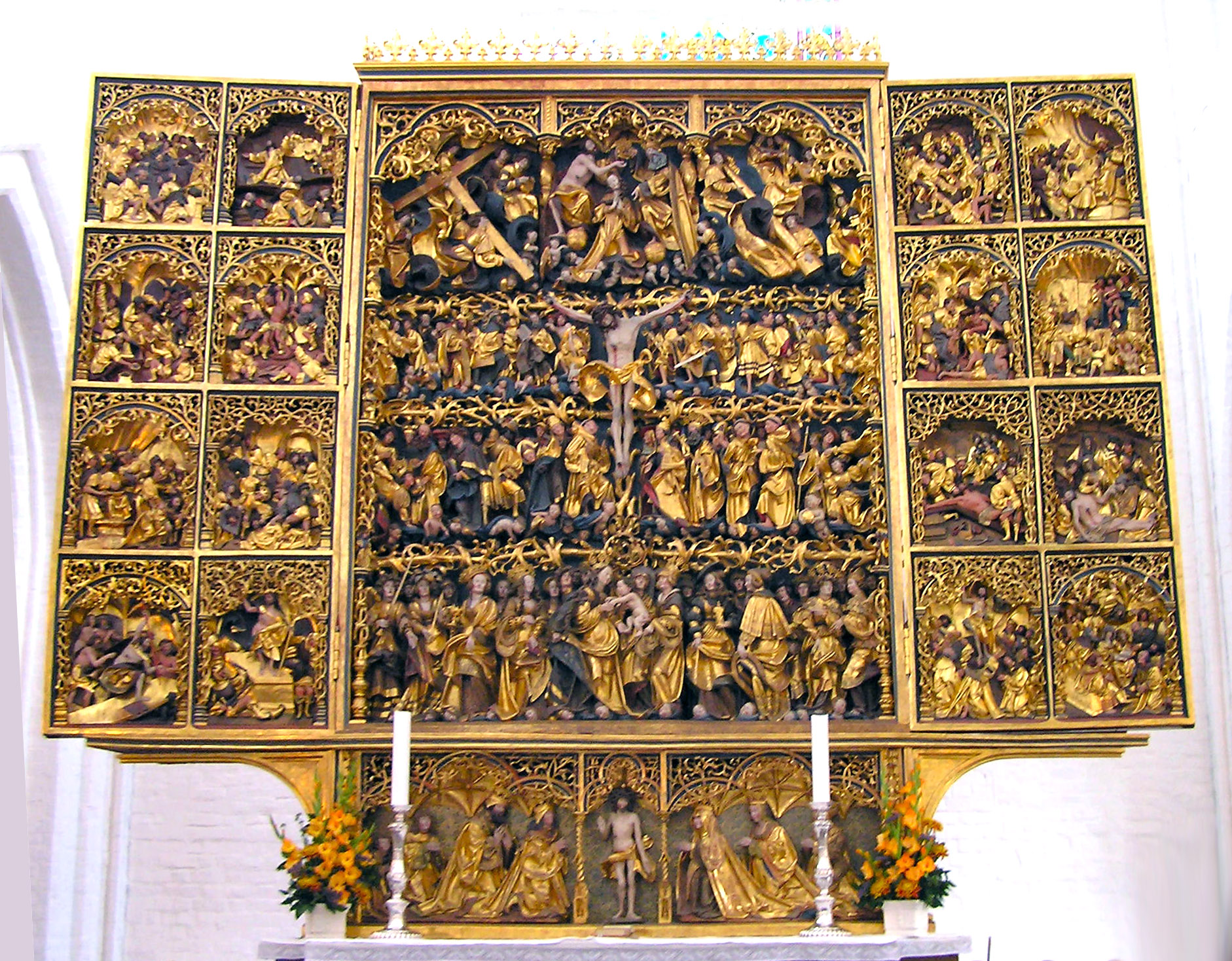
Ołtarz główny katedry.

Do najcenniejszych elementów wyposażenia należy pozłacany ołtarz główny z 1515–1525, dzieło snycerza Clausa Berga. Ołtarz uniknął szczęśliwie zniszczeń z czasów reformacji, ponieważ znajdował się w pobliżu grobów królewskich. Claus Berg (1475-1532), niemiecko-duński rzeźbiarz i malarz urodził się w Lubece. Prawdopodobnie pracował w warsztacie Wita Stwosza w Norymberdze. Na początku XVI w. został zaproszony przez królową Krystynę do Odense. Wykonał szereg ołtarzy i krucyfiksów dla kościołów Danii. Zyskał sławę jako najwybitniejszy twórca swojej epoki w Europie północnej. Ołtarz główny powstał na zamówienie królowej Krystyny po śmierci jej męża, króla Jana Oldenburga w 1513 i znajdował się pierwotnie w nieistniejącym już kościele franciszkanów. Jest najwybitniejszym dziełem Berga. Wysokie na 5 m, bogato zdobione, trzyczęściowe dzieło wypełnia ok. 300 starannie wyrzeźbionych, pozłacanych figur.
W części centralnej ukazany jest Chrystus ukrzyżowany na drzewie życia. Otaczają go apostołowie, postacie z Biblii i historii kościoła, w tym św. Franciszek z Asyżu. Ponad Chrystusem umieszczona jest scena koronacji Maryi na królową Niebios przez Ojca i Syna. Otaczają ich muzykujący aniołowie.
Na skrzydłach bocznych ołtarza umieszczone są sceny z życia Jezusa i Maryi, od Narodzenia (lewe skrzydło) do Wniebowzięcia i Zesłania Ducha Świętego (prawe skrzydło).
W centrum predelli ukazany jest Chrystus a po obu jego stronach członkowie rodziny królewskiej. Po lewej król Chrystian II (z brodą), jego ojciec – zmarły król Jan Oldenburg, brat – książę Frans i syn – książę Hans. Po prawej stronie widnieje wdowa po królu Janie, królowa Krystyna, a także druga żona Chrystiana, królowa Izabela oraz siostra Chrystiana, Elżbieta (1485–1555), żona elektora brandenburskiego Joachima I Nestora.
Realistyczny sposób przedstawienia postaci wskazuje, iż artysta czerpał inspirację z dorobku sztuki południowoniemieckiej.

### Krypta

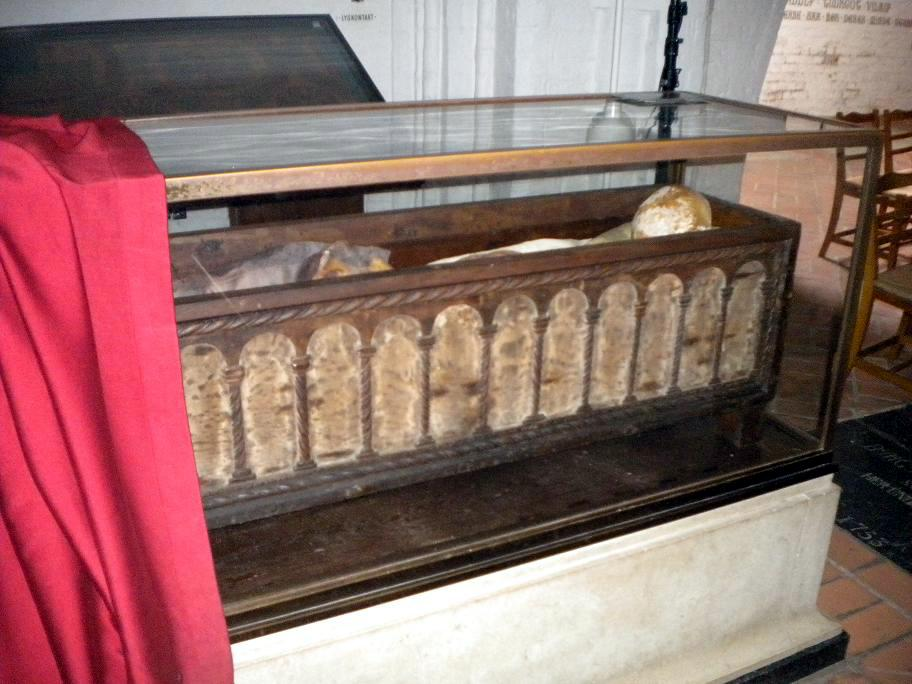
Relikwiarz św. Kanuta.

Krypta jest pozostałością po wcześniejszym, kamiennym kościele romańskim. Zamknięta od czasów reformacji i zapomniana, została ponownie odkryta podczas restauracji w latach 70. XIX w. i otwarta. W posadzce widnieją płyty nagrobne królów i królowych Danii:
- Jana
- jego żony Krystyny saskiej
- Chrystiana II
- jego żony królowej Izabeli Habsburżanki[3].

W krypcie znajdują się dwa relikwiarze zawierające doczesne szczątki króla Danii, św. Kanuta i jego brata Benedykta, którzy ponieśli wraz z 17 towarzyszami męczeńską śmierć w kościele św. Albana 10 lipca 1086.
Przeprowadzono szereg badań mających na celu sprawdzenie czy znajdujące się w relikwiarzach szczątki istotnie należą do św. Kanuta. Badania wykazały autentyczność zwłok królewskich a ustalone w ich wyniku szczegóły potwierdziły m.in. tradycję, iż król zginął modląc się na kolanach przed ołtarzem.

### Organy

#### Organy główne

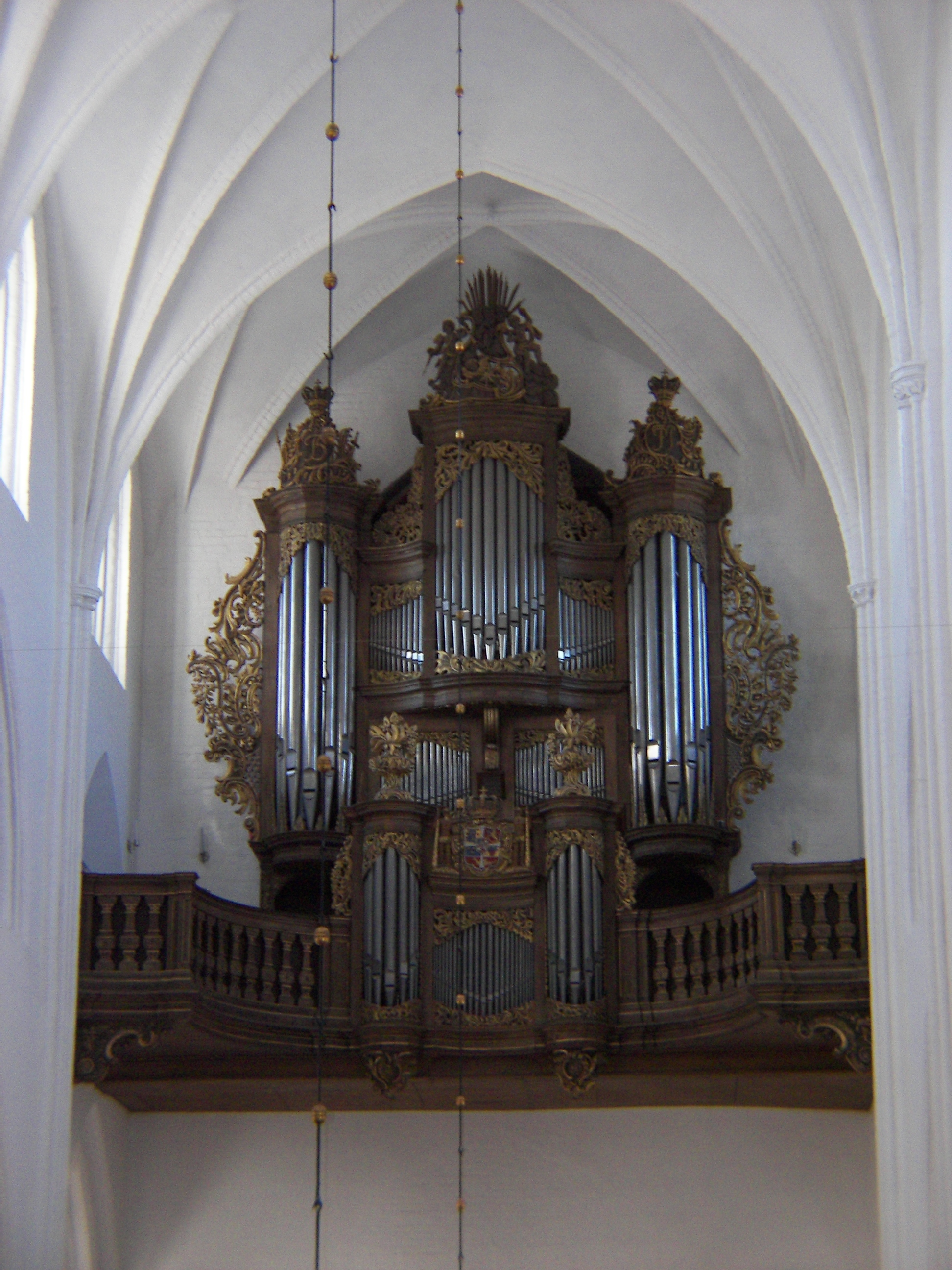
Organy główne Marcussena z prospektem Worma.

W 1752 organmistrz Amdie Worm z Engum koło Vejle zbudował dla katedry organy główne. Miały one 42 głosy podzielone na 3 manuały (Hauptwerk, Rückpositiv, Brustwerk) i pedał. Z tego instrumentu zachował się do dzisiaj tylko prospekt organowy.
W 1862 zakład organmistrzowski Marcussen & Søn zbudował nowe, 40-głosowe organy, przebudowane przez ten sam zakład w 1934 i powiększone do 53 głosów.
W 1965 ten sam zakład raz jeszcze przebudował organy zachowując jednak oryginalny zestaw piszczałek z lat 1862–1934.
W trakcie późniejszych przebudów dodany został czwarty manuał – Crescendowerk.
Organy maja mechaniczną trakturę gry i elektryczno-pneumatyczną trakturę rejestrową.
Organy maja następującą dyspozycję:
| Hovedværk | Rygpositiv | Brystværk                                                                                                   | Crescendoværk | Pedal |
| Quintatön 16' Principal 8' Spidsfløjte 8' Oktav 4' Spidsfløjte 4' Quint 22/3′ Oktav 2' Mixtur V Scharf IV Trompet 16' Trompet 8' | Principal 8' Quintatön 8' Gedakt 8' Oktav 4' Rørfløjte 4' Oktav 2' Gemshorn 2' Quint 11/3′ Sesquialtera II Scharf IV-VI Dulcian 16' Krumhorn 8' | Gedakt 8' Principal 4' Gedaktfløjte 4' Oktav 2' Waldfløjte 2' Sivfløjte 1' Cymbel III Regal 16' Skalmeje 8' | Bordun 16′ Rørfløjte 8′ Fugara 8′ Vox celeste 8′ Principal 4′ Traversfløjte 4′ Spidsquint 22/3′ Nathorn 2′ Terz 13/5′ Oktav 1′ Mixtur IV-V Fagot 16′ Obo 8′ | Principal 16′ Subbas 16′ Oktav 8′ Gedakt 8′ Oktav 4′ Hulfløjte 4′ Nathorn 2′ Mixtur VI Basun 32′ Basun 16′ Trompet 8′ Trompet 4′ |

- Połączenia Hovedværk+Rygpositiv, Hovedværk+Brystværk, Hovedværk+Crescendoværk, Rygpositiv+Crescendoværk, Brystværk+Crescendoværk, Pedal+Hovedværk, Pedal+Rygpositiv, Pedal+Brystværk, Pedal+Crescendoværk,
- Generalcrescendo, Tutti.
- Setzer: 4 × 2000 kombinacji

#### Organy w prezbiterium
W 1998 postanowiono zbudować organy w prezbiterium. Zadanie to powierzono organmistrzowi Carstenowi Lundowi. Organy były gotowe w sierpniu 1999. Ich intonacja i system dźwiękowy nawiązuje do epoki baroku, jakkolwiek nadają się również do wykonywania muzyki z wcześniejszych epok. Jest to zwłaszcza zasługą 16-stopowego głosu Vox Humana.
Organy w prezbiterium używane są podczas nabożeństw, pogrzebów i koncertów.
Organy mają następującą dyspozycję:
| Hovedværk                                                                                 | Positiv | Soloværk a-a3                | Pedal                                            |
| Quintadena 16' Principal 8' Gedacht 8' Oktav 4' Gemshorn 4' Oktav 2' Mixtur IV Trompet 8' | Rørfløjte 8' Italiensk Fløjte 4' Blokfløjte 2' Nasat 22/3′ Terts 13/5′ Scharff II Trompet 8' (transmisja z Hovedværk) | Tværfløjte 4' Vox Humana 16' | Subbas 16' Principalbas 8' Oktavbas 4' Basun 16' |

- Połączenia: Positiv-Hovedværk, Hovedværk-Pedal, Positiv-Pedal
- Tremulant dla Hovedværk i Positiv
- Tremulant dla  Soloværk.
- Cymbelstern (Stella Gloria)
- ptaszki (rejestr mechaniczny)

#### Organy w krypcie
Znajdujące się w krypcie 5-głosowe organy zbudował pierwotnie ok. 1840 organmistrz Jens Johan Gregersen dla Bodilsker na Bornholmie.
W 1906 organy te przeniesiono do Øde Førslev w Haslev na Zelandii. W 1998 przeszły one w ręce prywatne i zostały podarowane katedrze w Odense.
Są używane podczas nabożeństw i koncertów.
Mają następującą dyspozycję:
| Gedacht 8' Fugara 8' Principal 4' Rørfløjte 4' Oktav 2' |

### Carillon
W latarni wieży, tuż pod hełmem wisi 48 dzwonów tworzących katedralny carillon.
W dni powszednie jest on uruchamiany automatycznie ze specjalnego stołu gry. Można również grać na nim ręcznie, jak to ma miejsce podczas głównych świąt kościelnych, w tym rocznicy śmierci św. Kanuta – 10 lipca.